# Rhacophorus gauni
Rhacophorus gauni és una espècie de granota que es troba a Malàisia i Indonèsia.
Està amenaçada d'extinció per la pèrdua del seu hàbitat natural.